# Ramiro Quintana
Ramiro Quintana, vollständiger Name Ramiro Manuel Quintana Hernández, (* 28. August 1994 in Colonia del Sacramento) ist ein uruguayischer Fußballspieler.

## Karriere
Der 1,73 Meter große Defensivakteur Quintana gehörte zu Beginn seiner Karriere spätestens ab der Apertura 2014 dem Kader des Erstligisten Montevideo Wanderers an. In der Apertura 2014 absolvierte er zwei Partien (kein Tor) in der Primera División. Ende Januar 2015 wechselte er auf Leihbasis in die Segunda División zu Miramar Misiones. In der Clausura 2015 und darüber hinaus wurde er nicht in der zweithöchsten uruguayischen Spielklasse eingesetzt. Mitte Februar 2017 liehen die Montevideo Wanderers Quintana ein den Zweitligisten Club Sportivo Cerrito aus, für den er bislang (Stand: 7. August 2017) neun Treffer bei insgesamt 14 Zweitligaeinsätzen erzielte.